# Mata Khan
Mata Khan är ett distrikt i Afghanistan. Det ligger i provinsen Paktika, i den östra delen av landet, 140 km söder om huvudstaden Kabul.
Distriktet beräknades år 2022 ha cirka 28 000 invånare.